# ルーンファクトリー4
『ルーンファクトリー4』は、マーベラスAQL（旧：マーベラスエンターテイメント、現・マーベラス）より2012年7月19日に発売されたニンテンドー3DS用ゲームソフト。ジャンルはファンタジー生活ゲーム。開発はネバーランドカンパニー。キャッチコピーは「暮らそう、ファンタジーの世界で！」
2019年7月25日にリメイク版となるNintendo Switch用ゲームソフト『ルーンファクトリー4スペシャル』がマーベラスより発売された。その後2021年12月7日にはPlayStation 4/Xbox One/Windows版が、2021年12月8日にはSteam版が発売された。

## 概要
ルーンファクトリーシリーズ第6作目で、シリーズ初のニンテンドー3DS向けタイトル。今作では主人公の性別をゲームスタート時から選択することが出来る。
前作よりも遊びやすく、やり込みの要素も大幅に増えたことから売上本数が前作の約2倍以上となる20万本以上に達するなどシリーズ一の大ヒット作となり、これを記念したダウンロード版の半額セールが行われた。また、本作が発売された4年後の2016年4月7日にはゲームソフトとエンターブレイン（現：カドカワ）から発売されたファミ通攻略本「ルーンファクトリー4公式パーフェクトガイドブック」の一部を抜粋した「マーベラス公式ガイドブック」をセットにした「ルーンファクトリー4ガイドブックパック」が発売され、さらに2017年10月26日には廉価版が発売された。
本作発売の翌年となる2013年11月29日に開発元のネバーランドカンパニーが全事業を停止して倒産（2014年1月22日に破産手続きを開始）したため、本作がネバーランドカンパニー開発による最後の『ルーンファクトリー』シリーズ作品となった。
2019年7月25日に、本作のリメイク版となるNintendo Switch用ソフト『ルーンファクトリー4スペシャル』が発売された。開発はシリーズプロデューサーのはしもとよしふみがマーベラスより独立して設立した企業・HAKAMAが担当する。
シリーズとしての続編は『ルーンファクトリー5』。

## 登場キャラクター

### 主人公
セルザウィードに「ある物」を届けに行く最中に賊に襲われ、記憶を失った後、飛行船から落とされ、セルザウィードの上に落ちてきた。その後、セルザウィードとアーサーの計らいから王族代行として職務に励むこととなる。
実はかつてセルザウィードと接触したアースマイトの末裔であり、当時から代々伝わる使命を胸に秘めていた。
なお、選択しなかった方の性別の主人公は基本的に登場しない。
レスト（デフォルト名/変更可）
声 - 内山昂輝
本作の男主人公。記憶喪失の少年。
フレイ（デフォルト名/変更可）
声 - 斎藤千和
本作の女主人公。記憶喪失の少女。双剣「ツインネッギ」の説明によるとネギ両手持ちが似合うらしい。

### ヒロイン候補
マーガレット
声 - 悠木碧
優しくて面倒見の良い音楽家のエルフの女性。食堂や路上で美しい音楽で客を楽しませているが、やや真面目過ぎる性格で、放たれる言葉は食堂の男性達（特にポコリーヌ）を震え上がらせている。地域清掃などを率先して行っており、セルフィアではアーサーに次いで働き者といえる。彼女が歌っている場合、その周辺でのBGMが変化する。友達からは「メグ」という愛称で呼ばれており、サブイベントにより主人公もその名前で呼べるようになる。果物が好きで好物は「恋の予感」。イカ類は気持ち悪いからと苦手がる。
極度の高所恐怖症にもかかわらず、なぜか街の崖っぷちにある家に住んでいる。
ポコリーヌとはヴィヴィアージュ家とエルフ族のパーティの際に知り合う。その際ポコリーヌは彼女をスカウトしようとしたが、当時著名な音楽家からもスカウトを受けていたことを知り、一度は取り消す。しかしその後諸事情があって、最終的にポコリーヌの元で世話になることになったという。
得意な武器は杖。知力が高く、歌による攻撃魔法や回復魔法までこなす。サブイベントにより特殊な回復魔法を覚える事が出来る。
コハク
声 - 佐藤聡美
秘術エーテルリンクで「アンブロシア」に融合していた少女。性格は天然で明るい。モンスターだった期間が長いせいか、かなりの世間知らずで自身の誕生日すらうろ覚えの模様。モンスターだった以前のことは全く覚えていない。甘い物や花が好き。好物は『ハチミツ』や『ミックス・オ・レ』。魚が苦手なので釣り大会ではテンションがかなり下がる。
蝶のような羽をはやして飛ぶことができる。作中の描写から融合以前から飛ぶことはできていた模様。行動や嗜好なども蝶のそれに似ている。「役立たずさんだねぇ」などキツい台詞をしれっと言い放つことがある。
得意な武器はじょうろとハンマー。HP、筋力は低いが知力は高く、モンスターの攻撃技も使いこなす。
アンブロシア
蝶の姿をしたモンスター。最初はさなぎの形態で出現し、ある程度HPを減らすと羽化する（一撃で倒せる場合、さなぎのまま消滅する）。隠しダンジョンでは最初から羽化した状態で出現する。

フォルテ
声 - 小林沙苗
セルフィアの城の警備を務める女騎士。性格は真面目で頑固。恋愛事が苦手で「かわいい」という言葉に異常なまでに動揺し、甘い物好きであることや幽霊が苦手なことも隠そうとしているが、弟のキールによって広められてしまっている。好物はチョコレートケーキで辛いものは苦手。
料理を苦手としており、攻撃方法にも料理の失敗作を投げつけるというものがある。ただし、かつて母親に騙されて剣の使い方として包丁さばきを教わっていたため、包丁だけに限れば問題はない模様。
主人公の警護も任務であるため、町人の中では友好度にかかわらず同行してくれる。
得意な武器は両手剣。高い戦闘力を誇り、筋力と体力が高いが知力はあまりない。
シャオパイ
声 - 金元寿子
銭湯兼旅館「小鈴」の看板娘。父親から教わった独特の話し方で話す。性格はしっかりしているが、ドジを踏んでしまい大変な事態を招いてしまうことも。平衡感覚など身体能力は決して低くはないが、ドジである点とは別の話である模様。中華料理が好みで、好物は「水晶花」。幼少期のトラウマからトマトが嫌いでラージトマトを渡すと爆発するほど。
同じくドジな母親と色々違う点に対してコンプレックスがあり、母親絡みだと少し卑屈になる。ただし、苦手としているのではなくむしろ大好きであり、｢可愛いマーマの水着姿は見たい｣といった発言をしている。
得意な武器は斧。攻撃力が高く、筋力が高いが、HP、知力、体力は低い。
ドルチェ
声 - 竹達彩奈
秘術エーテルリンクで「マリネッタ」に融合していた少女。クールな性格で、話し方にはとげがある。素直でなく、努力している姿や思いやりなどを表に見せたがらない。割と負けず嫌い且つサディストの気があり、競技系の祭りではアクティブ。編み物が得意であり、ピコの服装をイメージする際も実際に作成してからイメージしている。黒いシルクハットをかぶっており、エルフのような長い耳をしている。好物はプリンなどの洋菓子で、一方生野菜は嫌いである。また冷たい飲み物も苦手だが、冬が苦手というわけではない模様。融合前から幽霊に触れる体質だった。イライザのことに気づいているが、「うるさい」という理由から無視している。
ピコに対してはやや問題がある性格のためか扱いは悪い。ただし嫌っているというわけではなく、内心はむしろ大切に思っている。
得意な武器は杖。知力が高く、親友のピコも戦闘に活躍する。
マリネッタ
マリオネットの姿をしているモンスター。主人公を箱に閉じ込め串刺しにする・バク転をして攻撃を回避するなど、トリッキーな戦い方をする。
クローリカ
声 - 生天目仁美
ヴォルカノンの下で修行する執事見習い。いつもぼんやりとしており、話している最中に寝てしまうことも。また、何をしようとしていたか忘れるどころか忘れていたことを忘れるなど、非常に忘れっぽい。
しかし仕事の腕は確かで、仕事をさぼって寝ていると思ったら頼んだ仕事を終わらせてから寝ていた、さらには寝ている間に無自覚のうちに仕事をしていたことが多々あり、むしろ寝ている方が仕事している、と言われるほど。料理なども得意で、能力自体は万能。リンゴが好きで、食べるのが面倒だからとブドウが嫌い。好物はアップルパイ。
得意な武器は槍。筋力より知力が高く、回復魔法が使えるが攻撃魔法は使えない。戦闘中でも居眠りし、走らない。

### ヒーロー候補
ビシュナル
声 - 浪川大輔
ヴォルカノンの下で修行する執事見習い。執事という仕事に関しては、信頼されて家事を任されている仕事として誇りを持っている。一日でも早く一人前になるために日々の特訓を欠かさないが、人の話を素直に聴きすぎて騙されることもしばしば。騙されていることに最後まで気付かないこともある。実家は遠く離れた村にあり、両親との意見が合わなかったために家を飛び出していた。好物はカレーライス、アイスクリームなど子供っぽい料理。カブ類は苦手（金のカブを除く）。
クローリカとは逆に、やる気はあるが空回ることが多い。料理大会などでも、フォルテと並んで彼の料理（という名前の失敗作）は恐怖の対象である。
得意な武器は双剣。戦闘力は高く非常にバランスの良いタイプ。
ディラス
声 - 杉田智和
秘術エーテルリンクで「ライデン」に融合していた物静かな男性。不器用な性格で、言葉足らずが原因で周囲を誤解させてしまうことが多いが、実はシャイな事を隠すためである。釣りが趣味で、釣り大会では大抵優勝候補。釣りについて語る時は饒舌になる。ダグとは喧嘩することが多いが、喧嘩仲間に近い感じで仲が悪いというわけではない。好物は魚や刺身、牛乳がゆ。ニンジンも好きだが馬扱いされると怒る。甘い物は苦手。
得意な武器は拳、槍。筋力と体力が高く、魔法も使いこなす。
彼が封印されていた水の遺跡には、彼が封印された当時の事が書き記された古代アース言語の石碑が残されており、レオンほどではないが大変古い時代に守人になったことが示唆されている。
ライデン
黒い体に薄い水色のたてがみを持った、角の生えた馬の姿をしたモンスター。電撃を操る能力を持つ。ボスの中で、唯一｢死んだふり｣を行う。

アーサー
声 - 鈴木達央
本来町に来る予定だったノーラッド王国第13王子で、フルネームはアーサー＝D＝ロレンス。だが主人公が間違って王族として扱われてしまっていることを聞くと、「やりたいことがある」と全権を主人公に任せ、自身は貿易商として働き始める。部屋にいるときに話しかけることで、様々な交易品を買うことができる。毎日忙しそうにしており、部屋にいる時間も短く、食事や睡眠も疎かにしてしまう場合がある。祭りの日を除けば、台風の日のみ交易が不可能となるため休みという多忙さである。
セルフィアに来る前は、自分のことは自分でできるようにとしつけられたため、家事は一通りできる。また、元々国と国の間でのお金や物のやり取りの管理を行っていたらしく、その縁で貿易商をやっているとのこと。
身分にあった高貴な身なりをしており、王子（姫）としての仕事を主人公に教える。可愛いものや眼鏡が好きで、可愛い面立ちの主人公に対しても同様。食事時間の短縮のためか軽食を好んでおり、好物は鮭のおにぎり。カブ類も好き。「骨を取るのが面倒」という理由で焼き魚が嫌い。
得意な武器は杖。知力が高く、典型的な魔法使いタイプ。
キール
声 - 下野紘
好奇心旺盛な少年。野菜に主人公の名前を付けて愛でるなど、天然気味。姉と違って病弱で体が弱いが、将来は誰かの役になる存在でありたい、と考え勉強している。魔法は本を読んでいれば大抵の人は覚えられるという考えを持つ。自分が知った情報はみんなに還元すべきだと考えているため、間違ったことや広めてはいけない情報も考えなしにばらしてしまうことも。甘い物が好きで、好物はチョコレートケーキ。刺身類が嫌い。
フォルテが武器が壊れるまで休もうとしないため、バドに頼んで壊れやすくしてもらっている。
得意な武器は片手剣だが知力の高い魔法使いタイプ。
ダグ
声 - 増田俊樹
街の雑貨屋「まごころ雑貨店」を手伝うドワーフ族の青年。熱血漢でお調子者だが、根は真面目。素直でない性格で、面倒くさがってもブロッサムの手伝いや気遣いなどは行っている。かなりの大食らいである。米が好きで、特に天丼が好き。スカスカで食べてもパワーが出ないという理由からパンは苦手。
幼少期にゼークス帝国によって生まれ故郷を滅ぼされるが、自身は偶然村を離れていたため難を逃れていた。その後犯行現場を見ていないがために「セルザウィードが村を滅ぼした犯人だ」という滅ぼしたゼークス帝国の人物の嘘を信じこんでしまい、復讐のためにセルフィアの町にスパイとして送り込まれ、セルザウィードを救おうとする主人公と一時対立することになる。しかしセルザウィードの人柄、およびセルフィアの町から出ることが出来ない事実とゼークス帝国の人物の話との間に矛盾点があることから迷いが生じ、主人公がセルザウィードを信じたいなら自分も信じる、と剣をおさめる。
真実を知ってからは帝国兵の攻撃からブロッサムを庇ったり、エゼルバードに特攻をしかけルーンスフィアを奪還する活躍を見せるが、その度に大怪我を負い病院送りとなっている。
得意な武器は片手剣。腕力は非常に高いが知力はほとんどない。また前述の事情からストーリーを進めないと仲間には出来ない。
レオン
声 - 鳥海浩輔
秘術エーテルリンクで「サルコファガス」に融合していた青年。フルネームは「レオン＝バシュタット＝VIII世」。ひょうひょうとした性格で、挨拶を半端な所で止める、聖職者だからとうそぶいてダグの気遣い（本人は隠そうとしている）を言いふらすなどマジメな人間のことをからかうが、本当は他人に気を使うタイプである。守り人になる前は竜の神官をしていた。刺激物が好みで好物は「ドクニジマスの塩焼き」など毒のある焼き魚。牛乳が苦手。
守り人となった当時は飛行船が無かった、現在は翻訳の仕方が不明な本の文字が使われていた、など相当古い時代に守り人となったことが示唆されている。
いつか一括で払う、と小鈴の一室を間借りし、寝泊まりしているが、リンファからは払わなくてもいい、と言われている。
得意な武器は槍。腕力と知力が高く、万能型。
サルコファガス
両肩に狐の飾りがついた棺のモンスター。瞬間移動を頻繁に用い、ミサイルや火炎放射などを繰り出して攻撃してくる。また、サルコファガスの部屋に行くためには左乃・右乃という狐の石像を相手にする必要がある。

### 街の住人
セルザウィード
声 - 明坂聡美
「風幻竜」と呼ばれる女性のネイティブドラゴン。ある理由からセルフィア城の中にある「竜の間」と呼ばれる部屋から出ない。天井に空いている穴から落ちてきた主人公を受け止め、王子（姫）と勘違いし、本当の王族だったら素性もすぐにわかるだろうから、となし崩しに王子（姫）にしてしまう。
神竜としてのイメージのため町の住人達には荘厳な喋り方をしているが、実際は砕けた性格である。仲のいい者からはセルザと呼ばれる。好物はホットケーキで、手作りのものを渡すと｢そちの腕は神の領域か｣とまで言ってくる。野菜類も好物としているが、魚は苦手。
かつてセルフィアの地に誕生した際、既にルーンが枯渇しかけていたために衰弱してしまっていた。それを見かねた友人たちがアースマイトの協力を得て、禁術である秘術｢エーテルリンク｣でモンスターと融合して守り人となり、かすかに残った意志でセルザにルーンを送り続けていた。そのため、守り人がエーテルリンクから解放されたことで再び衰弱してしまうことになる。守り人たちの記憶を奪ったのは、友人を失うことを恐れて再び守り人にならないようにするためだった。なお、この様子を見続けたアースマイトの一族は、無情な別れを強いなくても済むように世界の理すら変えてでも彼女らを救う方法を模索することになる。
ゲームクリア後、条件を満たすことで仲間モンスターとほぼ同じ扱いで連れ歩くことができるようになる。隠しダンジョンにもボスとして登場するが、こちらは仲間にすることはできない。
風幻竜は豊穣を司っており、ルーンの枯渇により自身が消滅する際はその地をルーンで満たす役割を持つ。
ある場所で、漫画版で登場する少女（セリザ）の姿を見ることができる。この姿はレストが来たことをきっかけに意識を具現化して作った存在であり、町人はセリザ＝セルザウィードだということは知らない。
ヴォルカノン
声 - 堀之紀
神竜に仕える老執事で、仕事ぶりも超一流で時には空を飛んで橋を造ったりするなど超人的な能力を見せつける。ビシュナルやクローリカの教育係でもある。執事大会で優勝した実績もある。ほとんどの祭りで司会を務める。感動屋で涙もろく、勝手に脳内で物語を作り上げ行動するなど短絡的な面もある。なお、ハンカチは200枚あっても半年しか保たないらしい。甘い物が好きであり、好物はリラックスティー。
初期状態では連れ歩けないが、条件を満たせば同行してくれるようになる。得意武器は拳で、攻撃力とHPが高めのパワータイプ。
ジョーンズ
声 - 宮坂俊蔵
町で妻のナンシーと共に病院「ちいさな包帯」を営んでいる男性。夫婦仲は良好。医師なのに血が苦手で、見たら卒倒もしくはおかしなテンションになる。酷い時は本人の意識が吹っ飛んで奇行に走るらしく、ドルチェすら笑いをこらえて震えるような事態になる。そのため目をつぶっていても的確に治療することが出来る特技を身につけている。ただ本人も克服したいようで、毎日大嫌いなトマトジュースを飲んでいる。ちなみに、戦闘時も妙なテンションで戦っている。ナンシーに対しては彼女とは逆に表だって好意を示すことは少ないが、端々で深い愛情を見せる。全体的に和食を好むが、好物は妻が初めて作った料理であるチャーハン。
ドルチェとピコの引き取り手であり、家族として接している。
ナンシー
声 - 庄司宇芽香
町で夫のジョーンズと共に病院「ちいさな包帯」を営んでいる女性。おしゃべり好きで、診察待ちの患者とのおしゃべりを楽しみにしている。夫とは逆に洋食が好みで、好物はシチュー。昔は料理が苦手であったがジョーンズのために頑張って覚えた。幼少期のトラウマからドクニジマスやフーインイカを苦手としている。
ジョーンズと仲が良すぎであり、人目をはばからずいちゃつくため、ヴォルカノンやブロッサムからはたまに渋い顔をされる。
リンファ
声 - 須藤祐実
シャオパイの母親。おっとりしているが、娘同様ドジを踏むことが多い。しかし娘とは違い、ドジを踏んだことで逆に事態が好転するなど強度の幸運の持ち主でもある。ドジ仲間のクローリカと仲がいい。娘と同じく中華料理が好みで、好物は牛乳がゆ。
娘がいるとは思えないほど童顔で少女のごとき性格であり、娘からも可愛いと言われる。色々な人からも好かれている模様。
因みに彼女が営んでいる宿屋「小鈴」の玄関には『ルーンファクトリー3』に登場したボス「ひのえ」「きのと」を象った像が向かい合わせに置かれている。
エルミナータ
声 - 斉藤佑圭
町で花屋「カーネーション」を営んでいる女性。自称名探偵だが、その実態は何気ないことでも「大事件だ」と大騒ぎして本当に事件にしてしまうトラブルメーカー。大のお茶好きで午後のティータイムはかかさない。「探偵にとって重要なのは考えること」と常日頃から言っているが、印象だけで旅人を疑ったり事件を求め毎日のように町を歩き回っているなど、内容は伴っていない。そのため、たまに事件を解決しても嘘か奇跡レベルの扱いとなる。ただし、わずかな違いに気付いたりするなど、観察眼は優れている。ミステリーなども、すぐに犯人が分かってしまうらしい。好物はリラックスティー。酢漬けは苦手。
独り身なのを気にしている。コハクを引き取っており、娘のように大事にしている模様。
エルフであり、ポコリーヌやマーガレットを取り巻く状況を把握している。
ピコ
声 - 早見沙織
いつもドルチェにくっついている幽霊の少女。ドルチェ以外でもその姿を見ることはできるが、触ることは出来ない。服装はドルチェのイメージによって変更できる。必要以上にドルチェとスキンシップを取ろうとしているが、露骨すぎる部分もあり、危ない域に達することも(そのたびに除霊のお札を使われるなど手荒く対応されている)。幽霊なので、他の幽霊と意思疎通が可能。戦闘時にはドルチェの固有技として登場する。
ドルチェと離れすぎると消滅してしまうらしい。そのため、マリネッタとドルチェが融合してからもずっと住処である｢黒曜館｣に留まっていた。他の守り人が次々と解放されていることからセルザを助ける手段が見つかったと思い、ドルチェを解放するために当事者である主人公の元に現れる。
ドルチェが生まれるよりも前に死んでおり、既に自分が死んだ理由も覚えていない。
ポコリーヌ・トゥレ・ヴィヴィアージュ
声 - 藤本たかひろ
マーガレットやディラスの働く食堂「ポコリーヌキッチン」を営んでいる実力派シェフ。外見からは判断しづらいが、「小鈴」では男湯に入るので男性。戦闘中、やけに男らしい声で喋るときがある。困っている人には手を差し伸べる、心の優しい人物。食べることがとても好きで、鉄や銅は食べられないかと言ってくるほど。超一流レストランで修行していたこともあり腕は確かだが、つまみ食いが多すぎて出来る料理の量が少ないのが玉にキズ。ウェイターをしているディラスも、食べられないうちに運ぶことに難儀している。好物は野菜全般。
ヴィヴィアージュ家特有の大きい顔に綺麗な長髪とアンバランスな外見をしている。
主人公に対して男女問わず熱烈な愛情を抱いており、愛の告白をしたりするが毎度容赦なく断られている（選択肢が全て｢ごめんなさい｣など）。それでも一切めげず、主人公の頼みならば自分が司会進行を務める大会のルールすら捻じ曲げる。主人公の方から好意を告げると断られる。
ディラスを引き取り、ウェイターとして雇っている。ディラスが火傷するほど熱い料理を素手で持っても平気らしい。
ブロッサム
声 - 津賀有子
雑貨屋「まごころ雑貨店」を営む心優しいおばあさん。歳のせいか、あまり体調は良くない模様。しかしダグが来てからは徐々に良くなっている。好物は野菜やリゾット。一方で普段から飲まざるを得ない体調のため、薬は嫌い。
物語開始以前に流れ者のダグを引き取り、実の孫のように接している。
高齢のため、連れ歩くことはできない。
バド
声 - 龍谷修武
鍛冶屋「のらりくらり」の店主。店名の通り、のらりくらりと楽をしてお金をもうけることを人生の目標にしていて、怪しげなアイテムを売ろうとすることもあるが、話術がうまいわけでもないのでもうけたためしはない。ついでに、町中に｢仕入れる武器はなまくら｣と知れ渡ってすらいる。そんな性格なので、主人公からの対応もひどい。決して無能ではなく、ちゃんと仕事をすれば優れた腕を見せる上に腕力もある。お金が好きというわけではなく稼ぐ課程が好きなので、出鱈目を言って売るにしてもそれなりにポリシーがある模様。好物は丼、チーズが嫌い。
家が近い所為か、キール、フォルテらとは親交がある。フォルテ曰く彼女の父親も彼のうった剣に幾度も助けられたとのこと。いい加減な性格ではあるが、周囲の事は見ており、フォルテなどを気遣うこともある。
イライザ
依頼箱。性別不詳。何故か喋ることが可能だが、会話できるのは主人公のみ。他にはピコやドルチェもその存在には気づいているが、ドルチェはうるさいからと取り合っていない。気さくな性格である。『ルーンファクトリー3』に登場するシアレンスの木製。

### 旅の人々
ゲストキャラクターは前作から数年たっているため、服装や容姿に若干の違いがある。バレット、トゥーナは最初は出現頻度が少ないが、仲良くなることで頻度が増える。初期の頻度が少ないせいか、友好度の上昇量が町人より多く設定されている。
トゥーナ
声 - 加藤英美里
『ルーンファクトリー3』からのゲスト出演。
セルフィアの付近にあるという珍しい鉱石を採取するために町を訪れる。行商も行っており、やり方を教えてくれた友人にあやかって、｢さく屋｣と名づけている。好物は珍しい鉱石類。特に、今作から登場した希少鉱石類の多くがその対象。
『RF3』の主人公とどうなったかは不明だが、少なくともモコモコは顔を赤らめる程度に好きである。
以前に出荷した事のある収集品類などを取り扱っており、一部の収集品以外は全てさく屋で購入する事ができる。
バレット
声 - 鈴木賢
『ルーンファクトリー2』からのゲスト出演。表情は硬いが優しい一面もある男性。前作に比べ、髪を伸ばし三つ編みにしている他、口調も大分丁寧になっているがいらついた時には元の口調が出ることも。
現在も学校の先生をしており、アース文字の研究のためにセルフィアを訪れる。飛行船で訪れているが、乗り物に弱い体質のためかたまに倒れるほど弱っていることも。はじまりの森と融合した地にいるレオンを救い出そうとする主人公に、はじまりの森から脱出するためのアイテム「帰還の指輪」を託す。好物はサケ。
リーンに続き、ユリィという女の子が産まれたとのこと。マックスがヴィヴィアージュ家特有の顔になるのか心配していたりする。
『RF2』のストーリー上、ネイティブドラゴンのことは警戒気味。
装備品の鑑定技能を持っており、装備している武器の強化・アレンジに使われている素材や、武器の性能の実態などを鑑定して評価してくれる。
ヤンファン
リンファの夫であり、シャオパイの父親。シャオパイの独特な口調の由来となった人物でもある。自身は桶屋をしながら全国を売り歩いており、セルティアの町には一年に一度程度しか帰ってこないが家族仲は良好である。ひさしぶりに町へ帰ってきた時に偶然大量発生していたアントに襲われていたところを主人公に助けられる。
幻想のキリカ
街に登場するモブキャラクターの一人であるが、主人公や牧場の名前を変更することができ、オーダーでも彼女を毎日来訪させるというものがあるなど、明らかに別格の扱い。会話パターンも多い。
もう一人別の誰かと旅をしていたが、はぐれたとのこと。『オーシャンズ』のフィーニス島にも立ち寄った模様。

### その他
エゼルバード
声 - 徳山靖彦
『ルーンファクトリー -新牧場物語-』から登場。ゼークス帝国皇帝。
かつてアースマイトに野望を阻まれたことから、アースマイトに対し憎悪と憧憬の入り混じった複雑な感情を抱いており、彼らが生み出した秘術である、はじまりの森から任意の存在を呼び出す｢ゲートリジェクト｣やモンスターと自身を融合させる｢エーテルリンク｣をどういう経緯か習得している。本来これらはアースマイトにしか使えないのだが、主人公から奪い取ったルーンスフィアの力で使えるようになっている。
エゼルウィード
エゼルバードが自身にエーテルリンクを使って、強大な力を手に入れた姿。強力な風攻撃を操ることができる。また、倒してもクジラを思わせる巨体を持つ｢ネイティブエゼルウィード｣へと変貌する。
終のもの
最終ダンジョン「ルーンプラーナ」で待ちかまえる、事実上のラスボス。全身真っ黒に染まったエゼルバードの姿をしている。瞬間移動を繰り返す、ネイティブドラゴンに変身する等、強力な技を用いて主人公の前に立ちはだかる。
プロテクローン
フレクゲンガー
アクナトレース
ゼークス帝国の技術で生み出された、旧作に登場したネイティブドラゴン「プロテグリード」「フレクザィード」「アクナビート」のコピー。ボスキャラとして主人公達と戦うことになる。
条件さえ満たしていれば3体とも仲間にすることができる。アクナトレースのみ、自身が偽物であることに気付いていない。

## 新要素

### 王子・姫ポイント
今作では依頼をこなすことで王子（姫）ポイントが溜まっていき、そのポイントと引き替えることで施設の拡張と言った｢オーダー｣が出来る。
各種大会などを開催・中止したり、作成に必要なライセンスを取得したりもできる。実施可能な内容は、別パラメータである観光客数の増加やストーリー進行によって増える。終盤では、台風を遠ざけることもできる。その影響か、台風の発生頻度が増えた。また、台風の時にしか出現しないモンスターもいる。
モンスターを倒す・大会で活躍する・依頼をこなすなどで増加し、浴場で男女を間違えると減少する。

## システム

### 牧場
基本仕様の変更
今までのシリーズでは畑は3×3だったのに対し、今回は2×2で一区切りとなっており、肥料もこの一区切り単位で撒く形となる。
また、作物にHPが設定されており、連作タイプはHPがある限り収穫できる。HPは枯れ草・トウモロコシ・四葉のクローバーなどを使用して回復させることが可能。
肥料箱に草類を放り込んでおくと毎日一定数消費される代わりにある程度畑を元気にしてくれる。
豊作・凶作の概念
収穫できる作物が増える｢豊作｣と減少する｢凶作｣の概念が追加された。
1週間ごとに対象となる作物が変化するので、うまい具合に凶作を避けて豊作の作物を植えると利益増加が見込める。今週と来週の対象作物はアーサーに教えてもらえるが、それ以降は不明のため、育成期間が長い作物は対策しづらい。
野菜の通年化・巨大化
今作では冬を含めて季節を無視して作物を育てることが出来るが、季節が適正だと成長が早まり、非適正だと成長が遅い上に枯れやすくなる。
また、対応季節が同じなどの条件を満たすと作物が準巨大化し、一区画内にある4つ全てが同じ準巨大化作物だと数日後に合体して巨大な作物になる。巨大作物は通常の作物よりも高値で売ることが出来るなど、上位種扱いで出荷履歴なども別枠となる。作成においては、通常サイズの作物としても扱うことができる。準巨大化の時点で収穫した場合は通常の作物と同じ扱い。
作物で装備、探索
今作では「剣花の種」、「盾花の種」が登場し、これらを育て収穫すると武器として使用することが出来る。またこちらも初登場となる「ダンジョンの花」を育てると畑内にダンジョンの入り口が出現し、特別なダンジョンへ入ることが出来る。上記の巨大化は、ダンジョンの花のみ可能で、巨大化した場合、階層数やモンスターのレベルが大幅に上昇する。代わりに、アクティブシードなどは存在しない。
作成
作成を行うにはまずオーダーで各作成にまつわる問題に答え、ライセンスを得なければ作業台が入手できなくなった。また、作業台の入手には木材とゴールドが必要。
ポコリーヌから買えるレシピパンではレベル80までのレシピしか習得できず、それ以上は特定の宝箱や依頼で入手するか、とあるダンジョンで入手できる上級レシピパンが必要となる。
キャラの作成レベルが低い場合、成功確率が減るのではなくRPの消耗が加速的に増加するようになり、リセットによって無理矢理作ることは不可能になった。さらに、RP最大値が消費量より少ない場合、作成自体できない。また、一種類のアイテムを複数作る場合、総消費量がRP最大値を上回っていた場合、失敗する仕様となっている。
今までの作品に比べてバランス調整の仕方が大幅に変更されており、作成レベルや作成・入手難度の上昇に伴い性能や価格が加速度的に増えていく。結果、攻撃力が1万に至る武器や基準売値が80万の料理などが存在するようになった。合わせて、所持金の上限は億単位とインフレを起こしている。
家具
道具屋などで、様々な家具が購入できる。設置個所の縛りはないが、畑ダンジョンのように地続きになっていない場所へは持っていけない。
家具は買った時点で自宅に送ってもらえる。邪魔になったら任意に破壊することもできるが、その場合はわずかな石材や木材を残して完全に消滅する。
通常の家具のほか、冷蔵庫や収納箱、カレンダー・出荷箱・水場など牧場生活で必須なものも同様の扱いであり、破壊した場合は買い直す必要がある。なお、破壊して新たに買い直しても、破壊せずもう一つ追加しても、中身には一切影響がなくかつ中身は共有する。
生活空間の大幅拡張
畑・モンスター小屋・自宅の拡張段階が増加しており、畑は計5つ（計360マス）、モンスター小屋は200匹分、自宅は5段階拡張となり、自由度が大幅に上昇した。
反面、必要となる資金・石材・木材も凄まじく、特に資材類はそれぞれ数万は必要となっている。

### 戦闘
ヒロインなど、町の住人を誘う
今作では「ピクニックシステム」と名称が変わっており、誘う際にデート目的か、冒険目的かを選択する。基本的に、ある程度友好度がないと同行してくれない。
ボスモンスターの飼育
一部を除いた各ボスに設定された、好みのアイテムを与えることで通常モンスター同様仲間にできるようになった。仲間にならないのは、動けない、兵器系、ストーリー上なれないなどのモンスター。
好みのアイテムは大概のボスは1つだけである。好みのアイテムの準備難度とボスのレベルに相互関係はない。
ちなみに、風以外のネイティブドラゴンもゲスト的に存在し、仲間にすることは可能。

### 町
お祭り
今作では過去の作品と違い、上記のとおりプレイヤーが自分の意思で開催の有無を決めることが出来る。一度オーダーを実行すれば、翌年も実施される。但し、一部のお祭は初期状態で開催される。
他にも、ストーリー進行によって住人が増えるため、競技系の祭りは内容によっては難易度が上昇する場合もある。一度優勝すると、次からは大会次第では入賞すら危ぶまれるほど難易度が跳ね上がる。
依頼
依頼箱で受注することが出来るが、それ以外にも会話中に発生することもある。また今まで一日に受けられる依頼は1つだけだったが、今作では物語が進むにつれて3つまで受領可能量が増える。
ランダムイベント
祭りの前後や祝日を除いた日の朝、ランダムに発生が決定するイベント。イベントに関わるキャラは誘っても同行してくれなくなる。現在発生しているイベント名と関連するキャラは、日記帳を調べることで確認できる。
飛行船
オーダーでライセンスを取得すると、到達済みの既定ポイント（外部の畑・釣り場・ダンジョン前など）に一瞬で移動できる飛行船を動かすことができる。以降は、乗り場または自宅以外のセーブポイントで乗り込むことができる。
乗り場は町の北部だが、家具屋で飛行船通信機を購入すると設置した場所からアクセスできるようになる。

## 主題歌

### ルーンファクトリー4
「風のトラベラー」
作詞・作曲：ジョー・リノイエ
歌：ジョー・リノイエwith水野佐彩

### ルーンファクトリー4 スペシャル
「この想いを乗せて」
作詞・作曲：ジョー・リノイエ
歌：ジョー・リノイエwith安西美貴

## アニメーション
オープニングとキャラクター初登場シーンでは、アニメーションが挿入される。一度見たアニメーションは、自室の地下でいつでも見る事ができる。
制作は、過去シリーズ同様ポイント・ピクチャーズ。アニメーションも全て3Dで収録されているが、3DCGではなくセルアニメの3D化で、キュー・テックが2D-3D変換を担当した。

## 主なスタッフ
- 原作・プロデューサー - はしもとよしふみ
- キャラクターデザイン - 岩崎美奈子
- 音楽 - 森田朋子

## ルーンファクトリー4スペシャル
『ルーンファクトリー4スペシャル』は、2019年7月25日に発売されたNintendo Switch用ソフト
2019年2月14日に、任天堂のインターネット配信番組「Nintendo Direct」で発売が発表された。グラフィックがHD化され、結婚相手との新シナリオが楽しめる「しんこんモード」や、新難易度「ヘル」が実装され、イベント発生フラグなどバランス調整も行われた。続編『ルーンファクトリー5』とのデータ連携も予定されている。

### 開発(スペシャル)
3DS版の発売から7年の歳月が立ったため、存在を忘れ去れた時期であることを認識したはしもと氏と前川氏はユーザーに思い出してもらう為、『5』に興味を持ったユーザーへ向けて「『ルーンファクトリー』ってこういうゲームなんです」と改めて紹介する為に制作した。
オリジナル版の声優の再録は以前の声に合わせる様に当時の発声法が可能な声優が集う形で行われた。1日のみスケジュールの都合で別のスタジオが担当。3DS版の声を聴き返した声優は「若い~」や「恥ずかしい」と感想を出しながら思い出したという。
インタビュー参加時点の身の回りの様子は本作の物づくりの大変さを実感しつつ、楽しかったと述べた。また、『フロンティア』の頃に関わった人から10年ぶりの電話がかかって、「辞めたならすぐ食事に行かない?」と誘われて食事に行く回数が増えて、昔の途切れていた縁が再び繋がるとは思っていませんでしたと述べた。

### ダウンロードコンテンツ
追加ダウンロードコンテンツとして、ヒーロー・ヒロイン候補12人それぞれのボイスドラマ「アナザーエピソード」が配信された。

## コミカライズ
『電撃マ王』2012年4月号より、季月えりかによる漫画を連載。連載期間がそれほど長くなく、登場人物もかなり少ない。